# Železná maska (film, 1962)
Železná maska (francouzsky Le Masque de fer) je francouzsko-italský celovečerní film Henriho Decoina z roku 1962. Film byl natočen na motivy románu Alexandra Dumase Tři mušketýři ještě po deseti letech. Na rozdíl od předlohy je děj filmu posunut do komediální roviny.

## Děj
D'Artagnan, slavný kapitán Ludvíka XIV., nadále vede své vítězné bitvy a boje. Zamiluje se do hraběnky de Chaulmes a plánují spolu sňatek. Během toho je však pověřen kardinálem Mazarinem přivést z ostrova Svaté Markéty vězně, jehož tvář a původ nesmí nikdo znát, a jenž je možná nebezpečný i pro celou Francii. Byl také vypsán zákon, že kdo jeho tvář uvidí bude popraven. 
Na ostrově žije hrabě se svou dcerou Isabellou, neteří kardinála Mazarina, jež je do muže se železnou maskou zamilována a tajně jej navštěvuje ve věži každý den. Pomůže mu nakonec dostat se z vězení a D'Artangan vězně musí pronásledovat po celé Francii.

## Obsazení
| Jean Marais          | D'Artagnan             |
| Jean-François Poron  | Ludvík XIV./Jindřich   |
| Claudine Auger       | Isabelle de Saint-Mars |
| Jean Rochefort       | Lastreaumont           |
| Giselle Pascal       | hraběnka de Chaulmes   |
| Sylva Koscina        | Marion                 |
| Noël Roquevert       | guvernér de Saint-Mars |
| Germaine Montero     | královna Anna Rakouská |
| Jean Davy            | maršál de Turenne      |
| Enrico Maria Salerno | kardinál Mazarin       |